# Matamoros
|  | Per a altres significats, vegeu «Matamoros (municipi)». |

Matamoros, oficialment Heroica Matamoros és una ciutat situada al nord-est de l'estat mexicà de Tamaulipas. És situada a la frontera amb els Estats Units al sud del Río Bravo, a l'altre costat del qual es troba la ciutat estatunidenca de Brownsville (Texas), amb la qual conforma una àrea metropolitana transnacional. Segons el cens del 2005, la ciutat tenia 422.711 habitants. Matomoros és capital del municipi homònim. L'intercanvi comercial realitzat per la ciutat és un dels més grans de la frontera, i la ciutat compta amb quatre "ponts internacionals", el nombre més gran de connexions frontereres entre ciutats mexicanes i nord-americanes.